# 井村恭一
井村 恭一（いむら きょういち、1967年5月14日 - ）は、日本の小説家。

## 略歴
- 山口県出身。
- 立教大学文学部中退。
- 1997年、『ベイスボイル・ブック』で第9回日本ファンタジーノベル大賞大賞受賞。
- 2005年、「不在の姉」で第132回芥川龍之介賞候補。

## 作品リスト

### 単行本
- 『ベイスボイル・ブック』（1997年12月20日、新潮社、ISBN 9784104203017）

### 共著
- 『新宿アンデッド』金波三平との共著（2011年12月、ジョルダン、ISBN 978-4915933394）

### 単行本未収録作品
- 竜巻乗り（『文學界』1998年11月号）
- ココホレ（『文學界』1999年4月号）
- 睡眠プール（『文學界』2002年8月号）
- 不在の姉（『文學界』2004年9月号）
- フル母（『文學界』2008年5月号）
- 妻は夜光る（『文學界』2010年5月号）